# Königspfalz Attigny
Koordinaten: 49° 27′ 42″ N, 4° 35′ 24″ O
Die Königspfalz Attigny  war im 8. und 9. Jahrhundert als Palatium Attiniacum eine der wichtigen Residenzen der karolingischen Kaiser und Könige. Entgegen ihrem Namen stand sie nicht in Attigny am Ufer der Aisne, sondern in einem höher gelegenen und damit vor Hochwasser geschützten Nachbarort, der heute Sainte-Vaubourg heißt. Die Pfalz wurde im Jahr 978 von Kaiser Otto II. niedergebrannt und danach nicht wieder aufgebaut. Der Fiscus Attiniacum, deren Zentrum die Königspfalz war, war zu dieser Zeit eine der größten Domänen im Westfrankenreich und im Jahr 987, dem Jahr des Regierungsantritts Hugo Capets, neben der Festung Montreuil-sur-Mer der einzige Teil der Domaine royal, der nördlich der Île-de-France lag.

## Bedeutung
Die Pfalz Attigny lag zwei Tagesreisen nordöstlich von Reims an der noch im Mittelalter genutzten Römerstraße, die Reims mit Trier verband. Sie war unter den Karolingern nicht nur eine Etappe auf den Reisen des Königs oder Kaisers zwischen dem Ost- und dem Westteil des Reiches, sondern ein verbindendes Element erst zwischen dem alten Kern des Reiches im Westen und dem alten Besitz der Herrscherfamilie um Lüttich, später der Hauptresidenz Aachen. Hier wurden Zusammenkünfte anberaumt, die das Gesamtreich betrafen. Nach dem Tod Ludwigs des Frommen war es insbesondere Karl der Kahle, für den Attigny der geeignete Ort war, um sich innerhalb der Familien zu beraten. Erst die endgültige Zugehörigkeit Lothringens zum Ostfrankenreich ab 923 und das Entstehen einer Grenze als trennendes Element zwischen West und Ost brachte Attigny um diesen geografischen Vorteil, so dass die Königspfalz wenig später aufgegeben wurde.

## Geschichte
Attigny war offenbar bereits ein mehrere Jahrhunderte altes Gut, als es zwischen 642 und 651 erstmals in den Urkunden auftaucht. In dieser Zeit erwarb König Chlodwig II. die Domäne vom Abt des Klosters Saint-Aignan in Orléans, der dafür das wesentlich näher gelegene Fleury erhielt, das kurz darauf in Saint-Benoît-sur-Loire umbenannt wurde, als das hier gegründete Kloster mit Reliquien des heiligen Benedikt von Nursia ausgestattet wurde.
Im Jahr 727 starb hier der Mönch Danihel, in dem hin und wieder der König Chilperich II. gesehen wird – fälschlicherweise, da Chilperich, der vor seiner Thronbesteigung 715/716 als Daniel im Kloster lebte, bereits 721 in Noyon gestorben war. 
Es wird angenommen, dass in den folgenden Jahrzehnten Attigny in karolingischen Besitz überging, da Pippin der Jüngere hier 750 und 751 als Hausmeier urkundete, und dass es mit der Thronbesteigung Pippins im gleichen Jahr 751 wieder Teil des königlichen Besitzes wurde. Ab 757 wird Attigny als Königspfalz bezeichnet, die in den folgenden Jahrzehnten auch als Ort für wesentliche Veranstaltungen des Königs und auch der Kirche dienen konnte.
Im Jahr 762 fand hier jene Synode statt, die als Gebetsbund von Attigny in die Geschichte einging, 771 feierte Karl der Große in Attigny das Weihnachtsfest, 785 wurde hier der Sachsenherzog Widukind getauft und auch Weihnachten gefeiert (nicht zwingend gleichzeitig, da die Taufe Widukinds nicht genauer datiert werden kann); da auch Ostern 786 in Attigny begangen wurde, ist davon auszugehen, dass Karl der Große hier den Winter 785/786 verbrachte.
Ein weiterer Höhepunkt in der Geschichte der Pfalz fand im Jahr 822 statt, als Kaiser Ludwig der Fromme die Pfalz Attigny auswählte, um – vermutlich im August – mit einer symbolischen Handlung, dem Bußakt von Attigny, sein beschädigtes Ansehen wiederherzustellen, das durch den innerfamiliären Streit der letzten Jahre gelitten hatte.
Ihre Blüte erlebte die Pfalz jedoch sicher in der Regierungszeit Karls des Kahlen, der sich als König insgesamt 19 Mal nachgewiesenermaßen in Attigny aufhielt, und der ab 859 sogar fast jedes Jahr herkam. Die Bedeutung der Pfalz äußert sich auch darin, dass in dieser Zeit, zwischen 864 und 877 hier sogar Münzen geschlagen wurden. 865 feierte Karl in der Pfalz Attigny (ein letztes Mal) das Osterfest, 870 fand hier eine Synode zu einem Streit zwischen Hinkmar von Laon und Abt Karlmann, einem Sohn des Königs, statt.
Ein letztes Mal zu Bedeutung kam die Pfalz Attigny, als Karl der Einfältige nach dem Tod des letzten ostfränkischen Karolingers Ludwig das Kind im Jahr 911 Lothringen an sich bringen konnte und Attigny nun wieder an einer der wichtigsten Verbindungsstraßen zwischen den Reichsteilen lag. Karl stiftete im Jahr 916 hier eine Kapelle und stattete sie mit Reliquien der heiligen Walburga aus, die allerdings bereits zehn Jahre später (926) angesichts der anrückenden Ungarn nach Reims ins Sicherheit gebracht wurden. Karl selbst war drei Jahre zuvor abgesetzt worden, Lothringen im Jahr zuvor endgültig dem Ostfränkischen Reich zugeschlagen worden, und Attigny war nun nur noch Grenzort damit kaum noch eine Residenz, in der sich ein König in Zeiten von Auseinandersetzungen zwischen West- und Ostfranken um die Vorherrschaft in Europa ungefährdet aufhalten konnte.
In diesen Jahren war die symbolische Bedeutung der Pfalz jedoch noch so groß, dass König Otto I. bei seiner Strafexpedition ins Westfrankenreich im Jahr 940 hier die Huldigung von Heriberts von Vermandois und Hugo dem Großen, den starken Widersachern des Königs Ludwig des Überseeischen, entgegennahm.
Karl der Einfältige hatte die Domäne Attigny im Jahr 928 zu seiner eigenen Versorgung erhalten, als Besitzerin war ihm nach seinem Tod im Jahr darauf seine Witwe Eadgifu gefolgt, die im Jahr 951 ausgerechnet den Sohn Heriberts von Vermandois heiratete und daraufhin ihr Witwengut an ihren Sohn, den König zurückgeben musste, darunter auch Attigny.
Eine Generation später waren es dann Otto II. und Lothar, die die Auseinandersetzung weiterführten. Lothar war Mitte 978 in Lothringen eingefallen und hatte sogar Aachen angegriffen und geplündert, sich dann aber wieder zurückgezogen. Die Reaktion Ottos war eine weitere Strafexpedition ins Westfrankenreich, die in der Belagerung von Paris ihren Höhepunkt fand, und bei der unterwegs unter anderem auch Attigny niedergebrannt wurde.
Die Pfalz Attigny war zerstört, wurde auch nicht wieder aufgebaut, die Domäne Attigny jedoch blieb im Besitz des Königs und war wenige Jahre später, als Hugo Capet 987 den Thron bestieg, eine der wenigen Domänen, die dem Königtum noch verblieben waren.
Etwa hundert Jahre nach Hugo Capet gab König Philipp I. die Domäne Attigny seiner Tochter Constance als Mitgift anlässlich ihrer Hochzeit mit Graf Hugo von Troyes (1093/95). Das Ehepaar versuchte im Jahr 1102, einen Teil des Gutes der 1075 gegründeten Abtei Molesme zu überlassen, scheiterte damit aber am Widerstand des Erzbischofs von Reims, der Attigny selbst haben wollte, und es am Ende auch bekam. Die Erzbischöfe machten aus der Domäne in der Folgezeit eine ihrer Sommerresidenzen, deren Reste offenbar noch Ende des 18. Jahrhunderts sichtbar waren.

## Pfalz
Die einzigen Informationen, die derzeit zur Pfalz Attigny selbst vorliegen, stammen aus den Urkunden, die die Walburga-Stiftung von 916 und die versuchte Schenkung von 1102 betreffen, also Zeitpunkte, die deutlich nach der großen Zeit Attignys liegen. Hinzu kommt eine ergänzte („interpolierte“) Abschrift der Walburga-Urkunde aus dem 11. Jahrhundert. Archäologische Grabungen wurden am Standort der Pfalz bislang nicht vorgenommen.
Angesichts der Ereignisse um die Pfalz wird davon ausgegangen, dass der zentrale Gebäudekomplex im 8. Jahrhundert mindestens über einen Königssaal, Wohnräume und eine Kirche verfügte. Sicher ist, dass Anfang des 9. Jahrhunderts ein Wildgehege vorhanden war. Anlässlich der Walburga-Stiftung im Jahr 916 wurde ein Kloster gebaut, allerdings werden keine Abgrenzungen des Pfalzbereichs erwähnt, die finden sich als Tore und Wälle erst in der Abschrift, eine echte Wehrhaftigkeit der Anlage kann angesichts der Evakuierung der Reliquien 926 also ausgeschlossen werden.
Erst die Ergänzungen in der Abschrift, die offenbar einen aktuellen gegenüber einem früheren Zustand erläutern, geben genauere Auskunft. Nun gab es ein „oberes Tor“ („portam superiorem“ – das Gelände steigt von Nord nach Süd an, so dass man dieses Tor als Haupteingang am Südrand der Pfalz vermutet, dort, wo das Pfalzgelände der südöstlich von Sainte-Vaubourg von Südwest nach Nordost verlaufenden Römerstraße am nächsten kommt) sowie ein parzelliertes Gelände unmittelbar daneben, das für die Ansiedlung von Bewohnern vorgesehen war, die nicht zum Kloster gehörten, und aus dem sich wohl der heutige Ort entwickelte.
Die Urkunde von 1102 schließlich gibt Auskunft über die Pfalzgebäude selbst. Vom „südlichen Tor“, der porta meridiana aus gesehen, befand sich auf der linken Seite der Palast, dahinter auf der rechten Seite das Kloster und schließlich die Kapelle selbst. Das Kloster ist zudem durch die noch existierende Ferme de Prieuré im Osten des Ortes lokalisiert. Eine Kapelle, die innerhalb dieses Hofes stand, wurde 1816 abgerissen.
Eine am Nordrand des Ortes gelegene Burg, die 1657 als „Haus mit Gräben“ erwähnt wird und von der heute nur noch wenige Reste erhalten sind, stammt aus dem 15. Jahrhundert, hat also mit der Pfalz nichts zu tun. Anders verhält es sich mit der Quelle Sainte-Reine am Nordrand des Ortes, die offenbar bereits vor tausend Jahren die Wasserversorgung der Anlage sicherte. Ausgehend von diesen Angaben errechnet sich für die Pfalz Attigny eine Fläche von etwa 15 Hektar, die sich mit den 12 Hektar vergleichen lassen, die für die umfriedete Aachener Kaiserpfalz und die ebenfalls umfriedete Abtei Saint-Denis, die auch als königliche Residenz diente, vergleichen lassen.
Letzte Informationen zur Pfalz Attigny stammen schließlich aus der Neuzeit. Abel Hugo schreibt 1835, dass die Erzbischöfe von Reims das „Palais d’Attigny“ zu einem ihrer Landhäuser machten, dessen Reste im 17. Jahrhundert zerstört worden seien. Henri-Louis Hulot, Pfarrer in Attigny von 1803 bis 1819 und später Großvikar des Erzbischofs von Reims, berichtet darüber hinaus, dass „vor der Revolution“ noch Reste des „Palais d’Attigny“ in der Nachbarschaft der Pfarrkirche und des Friedhofs – heute eine landwirtschaftlich genutzte Freifläche – sichtbar waren.

## Domäne
Die beiden Urkunden aus den Jahren 916 bzw. 1102 enthalten so detaillierte Aussagen zu den villae, also den Gutshöfen, die zur Domäne Attigny gehören, dass man heute daraus ein Bild über deren Größe gewinnen kann. Es handelt sich dabei durchweg um Orte, die im Umkreis von etwa 5 Kilometer um Sainte-Vaubourg liegen, nämlich vor allem Sainte-Vaubourg selbst, das damals villa Dionna hieß, das heutige Attigny im Norden, Coëgny (villa Corniaco) und Méry (Madriaco), beides Ortsteile von Chuffilly-Roche im Osten, Coulommes-et-Marqueny im Süden, damals villa Calunnia und Marinania genannt, sowie einer Reihe von weiteren Höfen, die bislang nicht identifiziert werden können. Alleine die identifizierten Bereiche machen knapp 4000 Hektar aus, die Forschung geht davon aus, dass mit den weiter westlich gelegenen Gemeinden Saulces-Champenoises und Vaux-Champagne bis zu 10.000 Hektar zur Domäne gehörten.